# Arrest Wachtkamer Televisie Nederland
Het arrest Kassenberg en Conijn/Libosan ook bekend als Wachtkamer Televisie Nederland (HR 24 maart 2000, NJ 2000/354) soms ook het WTN-arrest genoemd, is een arrest van de Nederlandse Hoge Raad dat betrekking heeft op de stortingsplicht bij oprichting van een BV.

## Casus
Kassenberg en Conijn zijn de oprichters van Wachtkamer Televisie Nederland BV (verder aangeduid als: WTN BV). Tot het moment van de feitelijke oprichting zijn zij vennoten in een vennootschap onder firma Wachtkamer Televisie Nederland BV in oprichting (verder: v.o.f. WTN).
Om te voldoen aan de wettelijke verplichting tot kapitaalstorting bij de oprichting van een BV conform art. 2:191 BW, wordt er van de bankrekening van de v.o.f. WTN ƒ 90.000 overgemaakt naar een bankrekening van WTN BV, waarvoor ING Bank de volgens art. 2:203a benodigde bankverklaring afgeeft. WTN BV is dan nog niet opgericht, maar op grond van art. 2:203a lid 1 sub a is het mogelijk om voorafgaand aan de oprichting een dergelijke bankrekening in te richten. Voorwaarde is wel dat de nieuwe BV de storting aanvaardt. Een dag na de oprichting van WTN wordt het bedrag van ƒ 90.000 teruggeboekt naar de bankrekening van de v.o.f. WTN. Vervolgens worden beide rekeningen samengevoegd. Een jaar later wordt WTN BV failliet verklaard.
De curator Libosan eist nakoming van de stortingsplicht door Kassenberg en Conijn. Dezen beweren echter dat zij aan hun stortingsplicht hebben voldaan.

## Rechtsvraag
Is aan de stortingsplicht voldaan als art. 2:203a BW naar de letter wordt gevolgd?

## Hoge Raad
De Hoge Raad oordeelt dat:

nu de latere oprichters van WTN BV de vennoten waren van [de v.o.f.] WTN BV i.o. en de rechtshandelingen van [de v.o.f.] WTN BV i.o. in verband met de rekeningen 1 en 2 waren verricht onder de naam van de vennootschap in oprichting, moet worden aangenomen dat WTN BV i.o. daarbij heeft gehandeld ten name en ten behoeve van de op te richten vennootschap.

In overeenstemming met het Bonaventura-arrest (HR 17-09-1982) werd aldus aangenomen, dat de storting van ƒ 90.000 van de v.o.f.-rekening op de rekening van de op te richten BV achteraf niet kon worden gezien als een storting door de particuliere vennoten van de v.o.f., Kassenberg en Conijn, maar als een storting van WTN BV aan zichzelf in een "vestzak-broekzak"-constructie. Daarbij speelde ook een rol dat beide rekeningen na het oprichten van de BV waren samengevoegd. De Hoge Raad bevestigde aldus het oordeel van het hof dat niet aan de stortingsplicht was voldaan. Daarbij merkte hij ook nog op:

Blijkens haar ontstaansgeschiedenis heeft de in art. 2:203a neergelegde regeling ten doel zeker te stellen, dat geen oprichting van een vennootschap plaatsvindt zonder dat de oprichters het gehele volgens de akte van oprichting te storten kapitaal hetzij bij de oprichting hetzij op een eerder tijdstip (ten vroegste vijf maanden voor de oprichting gelegen) ter beschikking van de vennootschap hebben gesteld. Het zou niet met deze doelstellingen stroken te aanvaarden dat de vennootschap (...) geen beroep kan doen op feiten en omstandigheden die meebrengen, dat alhoewel is voldaan aan de letter van art. 2:203a lid 1, aanhef en onder b, het gestorte kapitaal niet daadwerkelijk door de oprichters aan de vennootschap ter beschikking is gesteld.

Volgens de Hoge Raad deed het laatste zich voor nu WTN BV niet had geweigerd de overschrijving van ƒ 90.000 van rekening 1 naar rekening 2 te bekrachtigen.

## Belang
Het WTN-arrest laat zien dat bij de oprichting van een BV niet aan de stortingsplicht kan worden voldaan ten laste van een bankrekening die uiteindelijk deel gaat uitmaken van de opgerichte BV.